# اندیس آنومالی عباس‌آباد
آنومالی عباس آباد یک اندیس فلزی است که در حوالی شهر عباس آباد استان سمنان قرار دارد و مادهٔ معدنی موجود در آن، طلا است.  